# Bertha Lutz
Bertha Maria Júlia Lutz (São Paulo, 1894. augusztus 2. – Rio de Janeiro, 1976. szeptember 16.) brazil zoológus, politikus és diplomata. Lutz vezető szerepet játszott a pánamerikai feminista mozgalomban és az emberi jogi mozgalomban. Döntő szerepet játszott Brazíliában a női egyenjogúság kiharcolásában, ő képviselte Brazíliát az Egyesült Nemzetek Szervezete megalakulásához vezető United Nations Conference on International Organization konferencián, az ENSZ alapokmányának aláírói közé tartozik. Politikai munkája mellett a Brazil Nemzeti Múzeum természettudósa is volt, kutatási területe a nyílméregbéka-félék voltak. Három békafajt és két gyíkfajt neveztek el róla. Zoológiai szakmunkákban nevének rövidítése: „Lutz”.

## Fiatalkora
Bertha Lutz  São Paulóban született. Apja, Adolfo Lutz (1855–1940) svájci származású orvos és epidemiológus, anyja, Amy Marie Gertrude Fowler brit ápolónő volt. Bertha Lutz természettudományt, biológiát és zoológiát tanult a párizsi Sorbonne Egyetemen, ahol 1918-ban végzett. Nem sokkal diplomájának megszerzése után visszatért Brazíliába.

## Életpályája

### Női egyenjogúság
1919-ben, egy évvel Brazíliába történt visszatérése után megalakította az értelmiségi nők egyenjogúságáért küzdő Liga para a Emancipação Intelectual da Mulher szervezetet. A brazil kormány megbízásából a Nemzetközi Munkaügyi Szervezet Nemzetközi Nőtanácsában képviselte a kormányt. Lutz 1922-ben létrehozta a Federação Brasileira pelo Progresso Feminino nevű politikai szövetséget, mely a brazil nők egyenlő jogaiért, elsősorban a választójogukért küzdött. Még abban az évben résztvevője volt a Baltimore-ban megrendezett Nők Pán-Amerikai Konferenciájának, ettől kezdve rendszeresen részt vett a nemzetközi női jogi konferenciákon. 1925-ben megválasztották az Amerikaközi Nőszervezet elnökének. A nők egyenjogúságáért folytatott harca eredményeképpen ő vált a női egyenjogúság élharcosává, egészen 1931-ig, amikor a brazil nők végül megkapták a szavazati jogot.

### Feminista kampánya
Lutz női jogi tevékenysége nem ért véget a szavazati jog elérésével, továbbra is kiemelkedő szerepet játszott a feminista mozgalomban. Miután elvégezte a Rio de Janeiró-i Egyetem jogi szakát, 1933-ban részt vett az uruguayi Montevideóban rendezett amerikaközi konferencián, ahol a nemi egyenlőséggel kapcsolatban számos javaslatot tett. Javaslatai közül talán a legfontosabb a nők munkahelyi egyenlőségének kérdése volt, melyre felhívta az Amerikaközi Nőtanács figyelmét.
1935-ben jelöltként indult a brazil törvényhozás, a Congresso Nacional do Brasil székéért. Ugyan csak második lett a szavazáson, de a megválasztott Cándido Pessoa egy évvel későbbi halála után a helyére lépett, így ő volt azon kevés brazil nők egyike, akik akkoriban bejutottak a törvényhozásba. Az első kezdeményezése egy bizottság felállítására vonatkozott, melynek feladata a brazil törvények felülvizsgálata volt, hogy azok nem sértik-e a nők jogait.

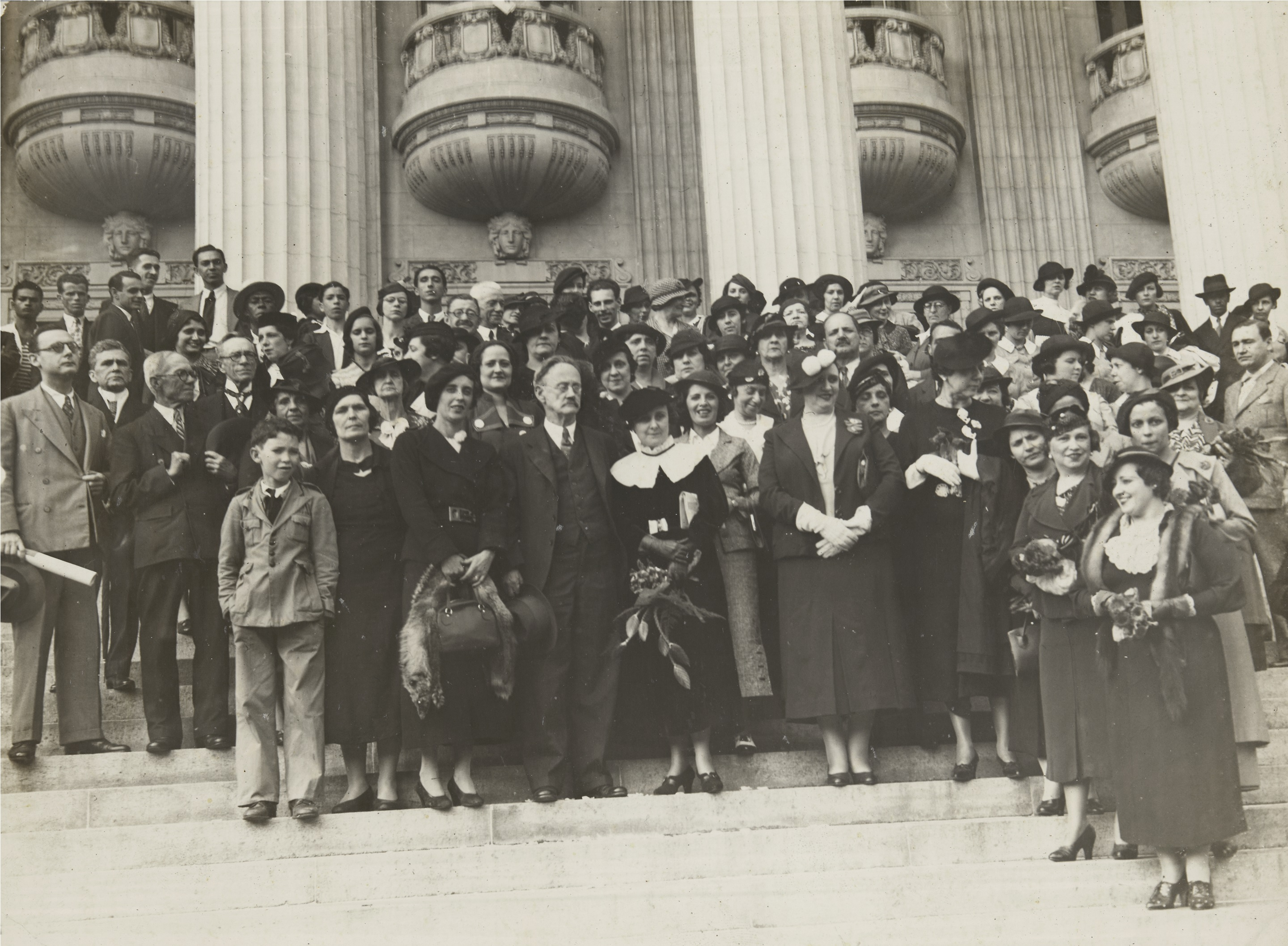
Bertha Lutz családjával, feminista munkatársaival, és a Brazil Nőszövetséggel Rio de Janeiróban (1936)

Munkáját azonban nem tudta folytatni, mivel 1937-ben újra beiktatták Getúlio Vargast, aki diktatúrát épített ki, felfüggesztette a parlamentet, ezzel együtt a bizottság munkája is megszűnt. Lutz ennek ellenére folytatta diplomáciai pályafutását. Az ENSZ alapokmányát aláíró négy nő egyike volt, és 1953-tól 1959-ig ő töltötte be az Amerikaközi Nőtanács alelnöki székét.

### Tudományos pályafutása
Miután 1918-ban visszatért hazájába, a kétéltűek tanulmányozásába fogott, különösen érdekelték a nyílméregbéka-félék és a levelibéka-félék (Hylidae).
1919-ben a Brazil Nemzeti Múzeumnál kapott munkát a botanikai osztályon. Pályafutása során számos tudományos értekezést írt, ezek közül a legfontosabbak: Observations on the life history of the Brazilian Frog Oocormus microps (1943), A notable frog chorus in Brazil (1946) és a New frogs from Itatiaia mountain (1952). 1958-ban írta le a Paratelmatobius lutzii fajt (Lutz és Carvalho, 1958), melyet édesapjának tiszteletére nevezett el.
Lutz nevét két brazíliai gyíkfaj, a Liolaemus lutzae és a Phyllopezus lutzae, és három békafaj, a Dendropsophus berthalutzae, a Megaelosia lutzae és a Scinax berthae őrzi.
Bertha Lutznak a Rio de Janeiró-i Nemzeti Múzeumban őrzött  gyűjteménye megsemmisült a múzeumban 2018 szeptemberében pusztító tűzvészben.

### Konferenciák
A Dolgozó nők 1919-es nemzetközi konferenciáján Lutz a nemi egyenjogúság szószólója volt, és támogatta azokat a záradékokat, melyek a nőket az igazságtalanságok és visszaélések ellen védték.
A nők 1922-es pán-amerikai konferenciáján támogatta a nők egyenlőségét és a számukra nyitva álló lehetőségek keresését, különösen a politikai szervezetekben való részvételüket. Az 1933-ban Montevideóban megtartott összamerikai konferenciára egy tanulmánnyal készült, mely a nők jogi helyzetével foglalkozott, és amellett állt ki, hogy a házas nők állampolgársága ne legyen a férjük állampolgárságának függvénye. Javaslatot tett egy egyenlő jogokkal foglalkozó egyezményre, és Nők Összamerikai Bizottságát arra bíztatta, hogy vizsgálják át a nők munkahelyi helyzetét az amerikai államokban.

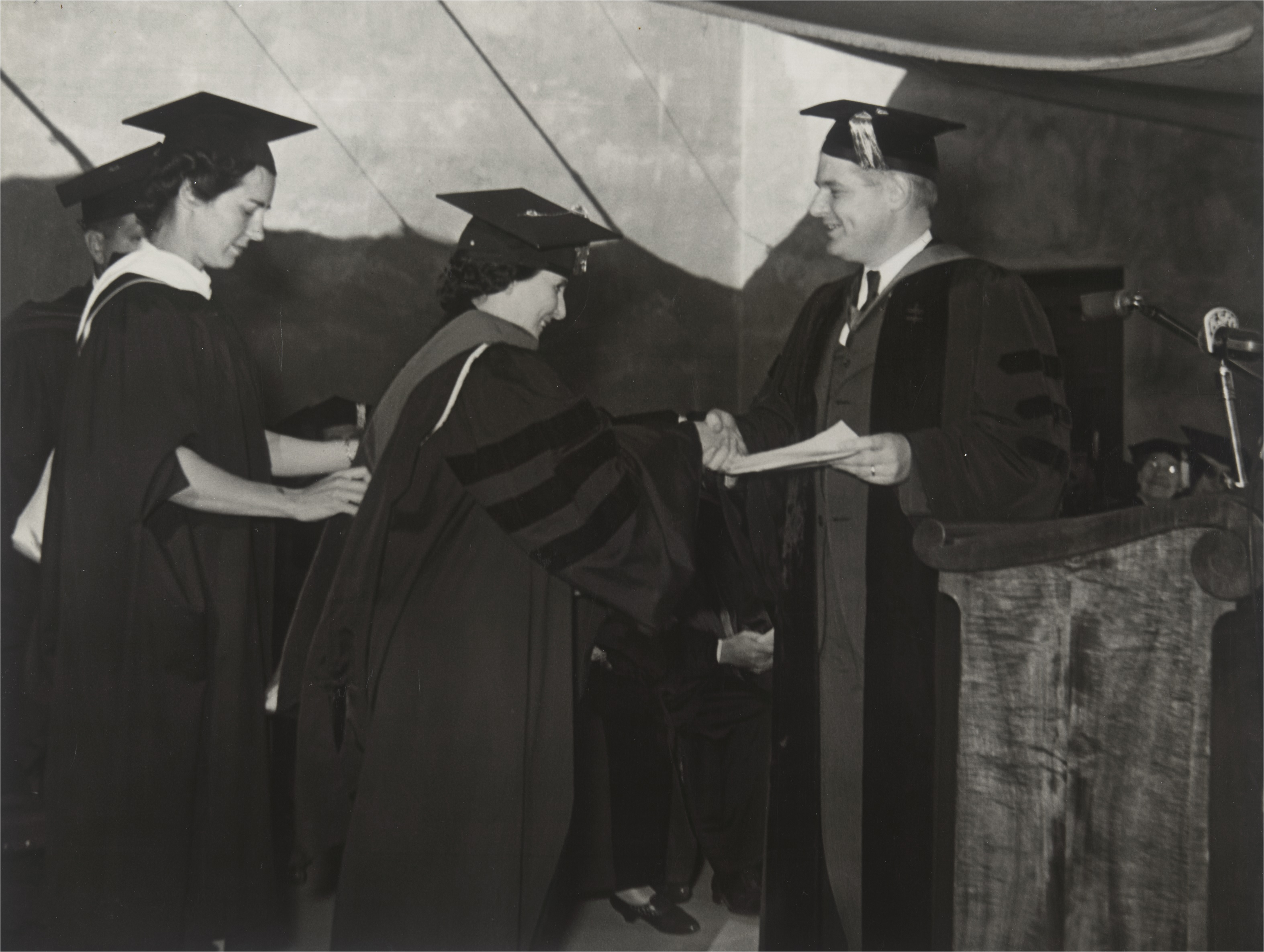
Lutz diplomájának átvételekor (Mills College, 1945)

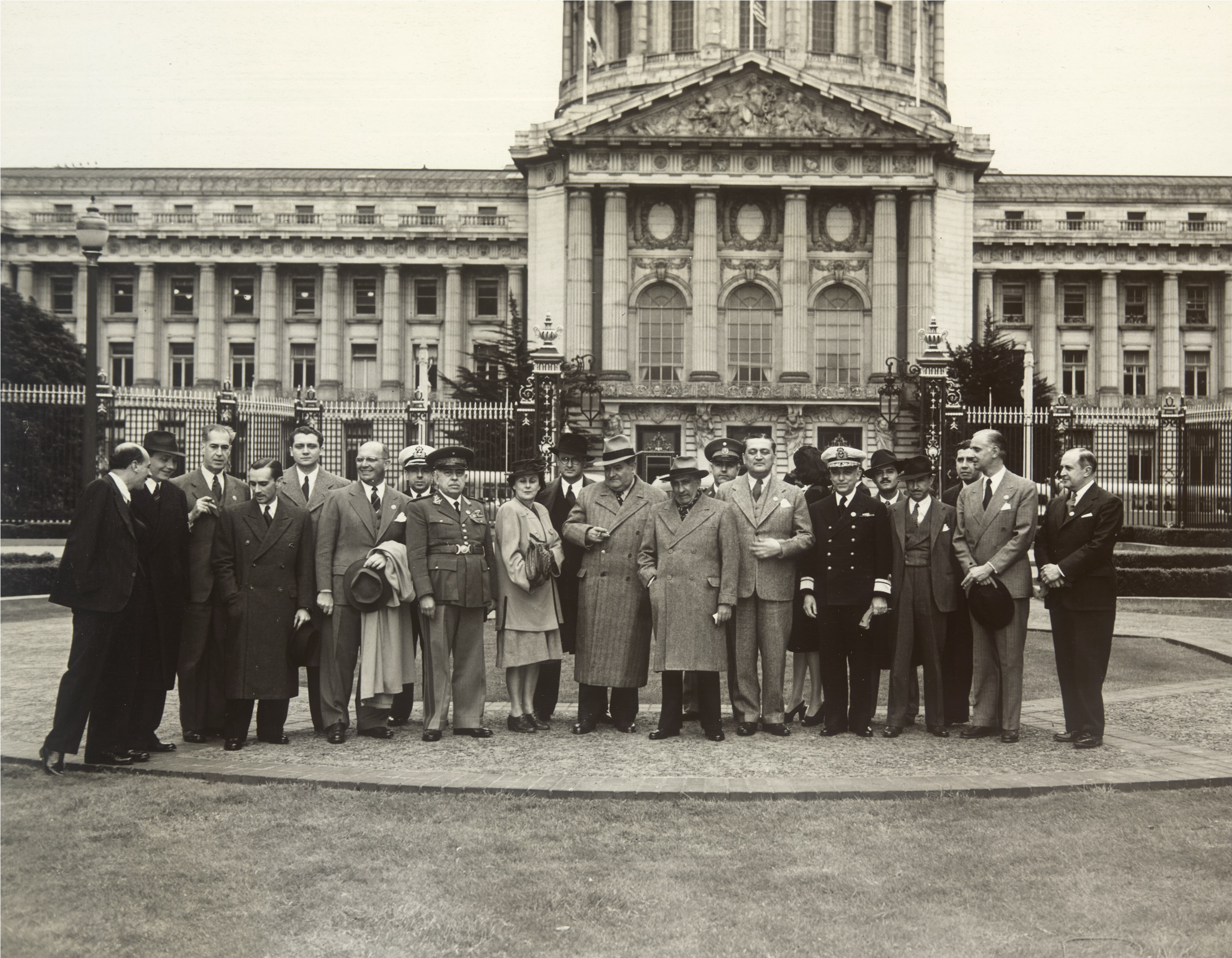
Lutz a San Franciscó-i ENSZ konferencián (1945)

Az ENSZ megalakulását előkészítő San Franciscó-i United Nations Conference on International Organization konferencián a dominikai Minerva Bernardinóval együtt azért küzdött, hogy az ENSZ alapokmányának preambuluma külön említse meg a nőket is. Az alapokmány első tervezete nem tett említést a nőkről,  és az amerikai delegátus  Virginia Gildersleeve valamint a brit női küldöttek álláspontjával szemben Lutz és más dél-amerikai résztvevők ragaszkodtak ahhoz, hogy a végleges dokumentum tegyen említést róluk: „Tekintettel arra, hogy az Alapokmányban az Egyesült Nemzetek népei újból hitet tettek az alapvető emberi jogok, az emberi személyiség méltósága és értéke, a férfiak és nők egyenjogúsága mellett…[…]”. Emellett továbbra is javasolta egy külön bizottság felállítását, melynek feladata a nők jogi helyzetének vizsgálata a világban abból a célból, hogy jobban megértsük az egyenlőtlenségeket, melyekkel szembe kell nézniük, és határozottabban felkészüljünk, hogy szembe szálljunk azokkal. Lutz volt a női jogok alapokmányba történő felvételének legfontosabb és legkitartóbb szószólója, és munkája nélkül az Egyesült Nemzetek Szervezetének valószínűleg nem lenne felhatalmazása a nők jogainak védelmére.

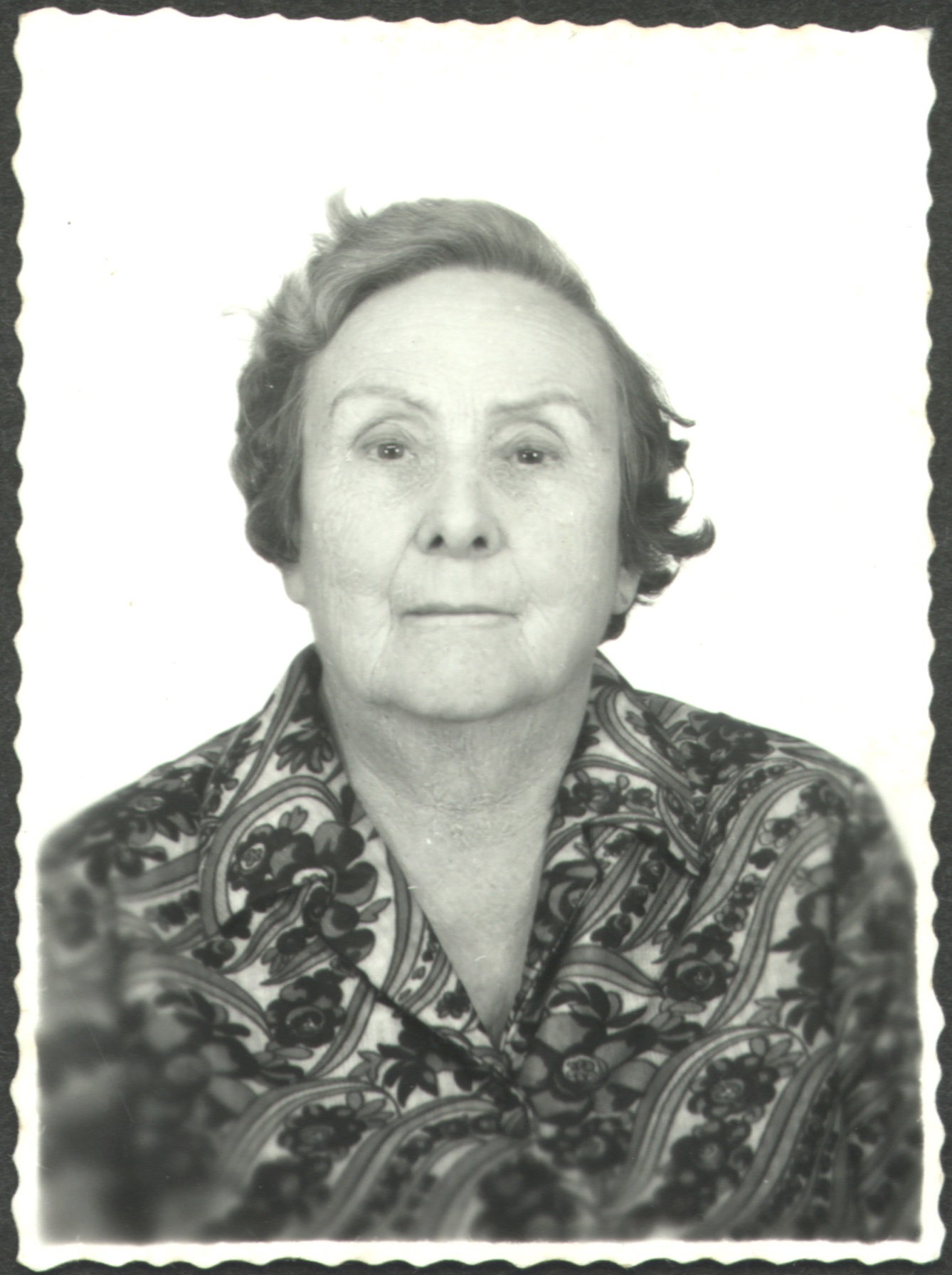
Idős korában

1964-ben Lutz vezette a brazil delegációt a 14. Összamerikai Konferencián Montevideóban. Az 1970-ben tartott 15. találkozón javaslatot tett a bennszülött nők sajátos gondjaival foglalkozó szemináriumra. Bár már 70 éves is elmúlt, továbbra is részt vett a konferenciákon, melyeken a nők jogainak bővítését támogatta.
1976-ban, 82 éves korában hunyt el.

## Válogatott munkái
- Observations on the life history of the Brazilian Frog Oocormus microps (1943)[22]
- A notable frog chorus in Brazil (1946)[23]
- New frogs from Itatiaia mountain (1952)[24]

## Fordítás
- Ez a szócikk részben vagy egészben  a   Berthe Lutz című angol Wikipédia-szócikk ezen változatának fordításán alapul.  Az eredeti cikk szerkesztőit annak laptörténete sorolja fel. Ez a jelzés csupán a megfogalmazás eredetét és a szerzői jogokat jelzi, nem szolgál a cikkben szereplő információk forrásmegjelöléseként.